# 福建省武夷山第一中学
福建省武夷山第一中學是福建省武夷山市的一所全日制中学。学校占地面积99463平方米，总建筑面积30000多平方米，绿化面积18453.6平方米。现有逸夫教学楼、图书综合楼、实验楼各一幢，学生电脑室3间、多媒体教室2间，另有多功能报告厅、教室阅览室、学生阅览室、图书馆、教师电子备课室等，2005年兴建的青少年校外活动中心正式投入使用，新实验大楼和400米标准田径运动场也已建成。